# 段希堯
段希尧（878年—956年），五代十国后唐、后晋、后汉、后周官员，河内人。
段希尧祖父段约，定州户掾，赠太常少卿。父亲段昶，后晋神山县令，赠太子少保。段希尧年轻时有器局，历任州县。后唐天成年间，为卫州录事参军，石敬瑭镇守邺都，表奏他为洺州纠曹。石敬瑭为河东节度使，以段希尧为判官、从事。清泰年间，石敬瑭屯守忻州，一日军乱，军中有拥石敬瑭高呼万岁之人，石敬瑭不知所为，段希尧劝石敬瑭斩其乱首，才得停止。次年，石敬瑭在太原起兵反唐，召宾佐相谋，段希尧以为不可，石敬瑭虽不听，但没有加罪于他。石敬瑭即位，霸府旧僚都担任达官，段希尧只是被任命为授省郎。天福年间，升为右谏议大夫，出使吴越国。乘舟过海，遇到风暴，左右相顾失色，段希尧说：“我平生不欺诈，你等托我的福气，应该也没事。”风平后，顺利到达吴越。回国，授莱州刺史、检校尚书右仆射，未赴任，改怀州刺史。天福六年（941年）秋，改棣州刺史兼榷盐矾制置使。晋出帝嗣位，加检校司空。开运年间，历任户部侍郎、兵部侍郎。后汉初年，改任吏部侍郎，判东西两铨事。后周初年，拜工部尚书。周世宗嗣位，转礼部尚书。显德三年（956年）夏，在洛阳去世，时年七十九岁。赠太子少保。其子段思恭，右谏议大夫。